# بیمارستان خوان
بیمارستان خوان (انگلیسی: Juan Hospital؛ 1893 – 21 august ۱۹۵۶ (۶۲−۶۳ سال)) بازیکن فوتبال اهل آرژانتین بود.
از باشگاه‌هایی که در آن بازی کرده‌است می‌توان به باشگاه فوتبال راسینگ کلوب آویاندا اشاره کرد.
وی همچنین در تیم ملی فوتبال آرژانتین بازی کرده‌است.